# Trollz
Trollz is een televisieserie op Nickelodeon over vijf meisjes: Amethyst, Topaz, Ruby, Sapphire en Onyx die V.V.H.L. zijn (vriendinnen voor het leven). Ze doen van alles samen: winkelen, naar school gaan, tv-kijken, computeren en spreuken versturen met de Spell Phone. Ze hebben ook een vijand die de Trollz per ongeluk hebben bevrijd: Simon met zijn hondje Snarf. Simon wil de magie van de meiden stelen en Snarf is het hulpje. De vriendinnen schakelen Simon uit met magie. Maar met magie moeten ze voorzichtig omgaan.

## De Trollz
- Amethyst: haar edelsteen glimt als laatste, ze is een lief meisje en houdt erg van haar vriendinnen. Ze heeft verkering met Coal, een lieve maar soms 'klunzige' jongen. Haar hondje heet Wa-Wa.
- Topaz: Een aardig en grappig meisje dat in haar eigen wereldje leeft en van shoppen en mode houdt, een konijntje, La-La, heeft en verkering heeft met Jasper.
- Ruby: Een brutaal maar toch ook gevoelig meisje is en de leider is van de VVHL-groep. Ze is een echte jongensgek, ze heeft verkering met Rock en haar poesje heet Za-Za.
- Sapphire: Een slimme meid die erg van school en studeren houdt. Ze is erg aardig en een echte boekenwurm. Ze gaat vaak naar de bibliotheek. Ze heeft verkering met een slimme jongen, Alabaster, en haar beertje heet Ya-Ya.
- Onyx: Een gothic meid met een klein hartje. Ze is erg stoer en houdt totaal niet van die kinderachtige dingen en van die typische meidenspullen. Ze houdt meer van scooterracen en een boek lezen over magie. Ze heeft verkering met Flint en haar dino heet Na-Na.
- Rock: Een stoere en sportieve jongen die verkering heeft met Ruby. Hij is soms ook wel erg dom.
- Coal: Een lieve, maar ook een onhandige jongen die verkering met Amethyst heeft. Hij valt heel vaak.
- Jasper: Een stoere en aardige jongen die van scooter rijden houdt en verkering met Topaz heeft.
- Flint: Een stoere en muzikale jongen die van gitaar spelen en dichten houdt en verkering met Onyx heeft.
- Alabaster: Een slimme jongen die erg van school en studeren houdt die verkering met Sapphire heeft.
- Amethyst's oma: De oma en wijze van Amethyst. Ze is erg slim en lief en kan lekkere chocoladekoekjes bakken.
- Obsidian: De wijze van Ruby. Ze ziet er gemeen uit, maar ze is op zich wel aardig. Maar soms kan ze wel bazig zijn.
- Zirconia: De wijze van Topaz. Ze is erg aardig en haar man is Spinell. En ze was eerst een boom.
- Mr. Trollheimer: De meester en wijze van Sapphire. Hij is erg slim en houdt van school.
- Spinell: De wijze van Onyx. Hij is een aardige en grappige man. Zijn vrouw is Zirconia. En hij was eerst een draak.

## Stemmen
| Personage       | Stem Nederlandse versie | Stem Amerikaanse versie |
| --------------- | ----------------------- | ----------------------- |
| Amethyst        | Lizemijn Libgott        | Britt McKillip          |
| Ruby            | Manon Ros               | Chiara Zanni            |
| Sapphire        | Laura Vlasblom(*)       | Alexandra Carter        |
| Onyx            | Jannemien Cnossen       | Anna Van Hooft          |
| Topaz           | Mandy Huydts            | Leah Juel               |
| Coal            | Tygo Gernandt           | Jesse Moss              |
| Rock            | Bart van der Linden     | Matt Hill               |
| Albaster        | Jim Bakkum              | Sam Vincent             |
| Flint           | Beau van Erven Dorens   | Onbekend                |
| Jasper          | Tobias Nierop           | ?                       |
| Simon           | Lot Lohr                | Reece Thompson          |
| Snarf           | Just Meijer             | Janyse Jaud             |
| Mr. Trollheimer | Fred Meijer             | Onbekend                |

(*) De stem van Sapphire werd aanvankelijk ingesproken door de in 2006 overleden actrice Frédérique Huydts.